# كونت بارسيلوس

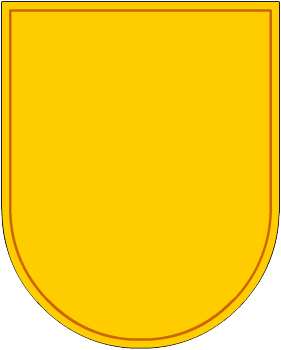
شعار عائلة مينيزيس، أول من حملوا لقب كونت بارسيلوس.

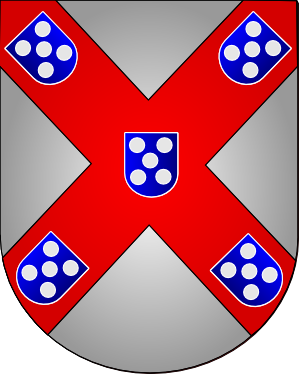
شعار أفونسو كونت بارسيلوس الثامن في عام 1401 عندما ورثها من حماه نونو ألفاريز بيريرا.

كونت بارسيلوس (بالبرتغالية: Conde de Barcelos)؛ هو لقب نبيل برتغالي مُنح لأول مرة عام 1298 من قبل دينيس الأول ملك البرتغال، في بدايته لم يكن اللقب وراثيًا، على الرغم من أن معظم حامليه الأوائل انحدروا من أسرة تيليس دي مينيزيس، ولم يُصبح اللقب وراثيًا إلا بعد وفاة الكونت السادس، وفي عام 1442 أنشأ الملك أفونسو الخامس لقب دوق براغانزا لصالح الكونت الثامن، ليُصبح لقب "كونت بارسيلوس" مرتبطًا به حتى سقوط الملكية عام 1910، وقد ارتقت سلالة براغانزا إلى العرش البرتغالي سنة 1640، ليغدو اللقب والدوقية جزءًا من الألقاب التقليدية لولي العهد البرتغالي.
كان المقر الأصلي للكونتات هي قلعة بارسيلوس، وهي قلعة من العصور الوسطى تقع على ضفاف نهر كافادو، ومع حصولهم على دوقية براغانزا، انتقلت الأسرة إلى مقر أكثر فخامة في غيمارايش.
يحمل اللقب حاليًا دوارتي بيو دوق براغانزا منذ عام 1976، وهو أيضًا المدعي الحالي للعرش البرتغالي.

## قائمة الكونتات

### اللقب غير وراثي
- 1. جواو أفونسو تيلو.
- 2. مارتيم غيل دي ريبا دي فيزيلا والمعروف أيضا بـ مارتيم غيل دي سوزا (صهر الأول).
- 3. بيدرو أفونسو؛ ابن غير الشرعي لـ الملك دينيس.
- 4. جواو أفونسو تيلو؛ وأيضا كان أول كونت أوريم.
- 5. أفونسو تيليس دي مينيزيس؛ ابن الكونت الرابع؛ توفي قبل والده، وبذلك رجع عليه اللقب.
- 6. جواو أفونسو تيلو؛ ابن شقيق الكونت الرابع؛ وهو شقيق الملكة ليونور.

### اللقب وراثي (منذ 1385)
- 7. نونو ألفاريز بيريرا.
- 8. أفونسو؛ أيضا دوق براغانزا؛ هو ابن غير الشرعي لـ الملك جواو الأول، (صهر الكونت السابع).

واستمر القائمة انظر الكونتات بعد هذا التاريخ في صفحة:دوق براغانزا.